# در خدمت و خیانت روشنفکران
در خدمت و خیانت روشنفکران کتابی از جلال آل احمد است که در سال ۱۳۴۳ خورشیدی نوشته شد و نخستین بار در سال ۱۳۴۷ خورشیدی منتشر گردید. آل احمد در این کتاب به بررسی مفهوم روشن‌فکری، پایگاه‌های طبقاتی آن در ایران، و بررسی عملکرد روشنفکران ایرانی پرداخته است. 
جلال آل احمد در این کتاب به ذکر مصادیق روشنفکری از لحاظ خودش نیز پرداخته است. وی در این راستا، ابتدا پیامبران را در سرلوحه لیست روشنفکران قرار می‌دهد و در مراتب بعدی، از کسانی همچون سیاوش، شخصیت اساطیری ایران که خونش بیگناه ریخته شد، گئومات، زرتشت، مانی، مزدک، بزرگمهر و خاندان برمکی نام می برد و بعد در دورهٔ اسلامی هم به شخصیت‌هایی مثل فردوسی، ابوریحان بیرونی، ابوعلی سینا، ناصرخسرو، خیام، حسن صباح و مولوی اشاره می‌کند و این لیست را ادامه می‌دهد تا برسد به سید جمال اسدآبادی، قائم مقام فراهانی و میرزا تقی خان امیرکبیر. البته آل احمد افرادی مثل سعدی، عنصری، فرخی و قاآنی را هم مستعد روشنفکر شدن می‌داند، ولی معتقد است که آن‌ها از برخی از صفات لازم برخوردار نبوده‌اند و در نتیجه، نمی‌توانند در لیست مربوطه جایی داشته باشند. در این لیست، اسامی شخصیت‌های غیرایرانی مثل ژان پل سارتر، برتراند راسل، آندره ژید، آنتونیو گرامشی و ریمون آرون هم دیده می‌شود. علاوه بر این، شخصیت‌هایی مثل ملک‌المتکلمین، کسروی، ملک الشعرای بهار، دهخدا، دکتر مصدق، نیما و خلیل ملکی هم در لیست روشنفکران ایرانی جلال آل احمد قرار دارند.

## پیشینه
آل احمد در این کتاب به نقل سخنرانی از خمینی در سال ۱۳۴۳ پرداخته است و پس از اشاره به این موضوع که هرگاه روشنفکر و روحانی همراه هم بوده‌اند به پیروزی دست یافته‌اند، انگیزهٔ اصلی نوشتن کتاب را ادای دین به خونی که در ۱۵ خرداد ۱۳۴۲ از مردم تهران ریخته شد دانسته است.
به‌گفتهٔ حسین شیخ رضایی، در خدمت و خیانت روشنفکران پس از سه مقاله دیگر و غرب‌زدگی، سومین کتاب نظری آل احمد است که از دو اثر پیشین مفصل‌تر است.